# Sébastien Lefebvre
Sébastien Lefebvre (pronunciado ѕéвαѕ:тιєи ℓєfєв'err (n. Montreal, Quebec, 5 de junio de 1981) es un músico franco-canadiense, quién es mayor conocido como el guitarrista rítmico y corista de la banda pop punk Simple Plan. También ha lanzado su álbum solista "You Are HereVous Etes Ici” por Coalition Entertainment Records en 2009.
El apellido de Lefebvre está bien marcado, entre los hablantes de francés, "le-fev", pero los habladores de inglés generalmente lo pronuncian "le-fevra". Él ha comentado la diferencia, sin la pronunciación francesa, en sus escritos. En el DVD A Big Package for You, él pronuncia "le-fever" cuando se presenta; sin embargo los otros miembros de la banda pueden ser observados sonriendo mientras él lo hace.

## Equipo
Sébastien actualmente utiliza Framus, específicamente Mayfield. Actualmente usa amplificadores Mesa Boogie y Framus. 

## Primeros años
Lefebvre creció en Laval, Quebec con sus padres y tres hermanos. Es muy cercano a su hermano mayor, Jay Lefebvre. También tiene dos hermanas menores, Andrée-Anne y Héloise. Jay es mencionado en los créditos del álbum Still Not Getting Any... como también en los créditos de Simple Plan y en la página de Man Of The Hour y MySpace, dónde es agradecido. Los padres de Lefebvre se divorciaron cuando él estaba en la secundaria. Ambos se volvieron a casar, de acuerdo con los créditos de "Simple Plan" dónde le agradece a "sus cuatro padres". Su madre, Lorraine Pépin, trabaja cómo psicóloga infantil y su padre, Jean Lefebvre, trabaja en Recursos Humanos en el centro de Montreal. 
Ha declarado haber sido influenciado por bandas como Green Day, Bad Astronaut, Linkin Park, Copeland, Zebrahead, Story Of The Year, entre otras. Dijo que aprendió a tocar guitarra viendo al cantante y guitarrista de la banda Green Day, Billie Joe Armstrong.

## Man Of The Hour
Los domingos desde las 9:00 p. m. a las 10:00 p. m.. 
Desde hace más de tres años, Sébastien Lefebvre y un viejo amigo Patrick Langlois de MusiquePlus se han unido para crear Man Of The Hour, un programa de música nueva disponible en iTunes. A través de su amplio conocimiento de la música y de la camaradería, Sébastien y Patrick llenan Man Of The Hour con diversión, hechos y la mejor nueva música.
"Man Of The Hour" comenzó como un proyecto paralelo propuesto a sí mismo, Patrick Langlois y el cantante de Bowling For Soup, Jaret Reddick, aunque hay canciones que nunca realmente se grabaron. Sin embargo, camisetas y otros elementos promocionales se hicieron. Sin tiempo libre para dedicar al desarrollo de la banda, convirtieron a "Man Of The Hour", en la radio Virgin los sábados de 9:00 p. m. a 10:00 p. m..

## Proyecto solista
Durante a principios de 2009, Lefebvre grabó un EP acústico titulado "You Are Here/Vous Etes Ici." You Are Here / Vous Êtes Ici fue lanzado el 20 de octubre, bajo Coalition Entertainmente (Records) Inc. Sébastien estuvo inspirado en hacer "You Are Here" puramente por el amor a la escritura y el grabar música. El EP no podía sonar más diferente del trabajo previo de Sébastien con Simple Plan.
Con todas las canciones que han sido escritas, grabadas y producidas por él mismo, "You Are Here" pone de manifiesto la profundidad de su talento. Éste EP es un punto de partida de las raíces punk rock de Sébastien y muestra un lado relajado.
El primer sencillo "I Fall For You" fue lanzado el 8 de septiembre. Un vídeo musical fue lanzado en YouTube. El vídeo musical fue dirigido por su compañero de banda, Chuck Comeau.

### Listado de canciones
| Tracklisting |                   |          |  |
| N.º          | Título            | Duración |  |
| 1.           | «Décoller»        | 1:31     |  |
| 2.           | «Comatose»        | 4:01     |  |
| 3.           | «La Nouvelle Vie» | 3:21     |  |
| 4.           | «Good Night»      | 3:02     |  |
| 5.           | «I Fall For You»  | 3:47     |  |
| 6.           | «Life Goes On»    | 3:09     |  |
| 7.           | «The One»         | 2:39     |  |

Lefebvre también ha lanzado canciones en su página de MySpace. Esto incluye una versión de Weezer, "Can't Stop Partying" y una versión de Kesha, "TiK ToK". En la página de MySpace de Sébastien hay demos de dos nuevas canciones. También se puede señalar que Lefebvre quizás pueda trabajar en otro lanzamiento. El 8 de septiembre posteó un ejemplo de nuevo álbum en su MySpace para un segundo EP.
También ha grabado y lanzado otro EP en solitario, llamado Les Robots en 2011. Lo ha colocado en su página oficial, y las personas lo pueden descargar gratis.

| Tracklisting |                            |          |  |
| N.º          | Título                     | Duración |  |
| 1.           | «Fabrication»              | 1:17     |  |
| 2.           | «Sending You A Letter»     | 3:30     |  |
| 3.           | «Catch Me (with Katy Rox)» | 3:11     |  |
| 4.           | «Tu Me Manques»            | 2:37     |  |
| 5.           | «The Last Time We Kiss»    | 3:06     |  |
| 6.           | «Crossed Out»              | 3:38     |  |
| 7.           | «Getting Stuck in my Head» | 3:02     |  |

## Sébastien & Katie
En noviembre de 2010, Sébastien reveló su nuevo proyecto con la canadiense Katie Rox. Los dos formaron un dúo llamado Sébastien & Katie. Unas semanas después del anuncio del dúo, lanzaron su EP llamado Christmas Etc...
| Tracklisting |                         |          |  |
| N.º          | Título                  | Duración |  |
| 1.           | «Stay (It's Christmas)» | 3:15     |  |
| 2.           | «Other Side»            | 3:35     |  |
| 3.           | «Rich»                  | 4:15     |  |

## Filmografía

### Director

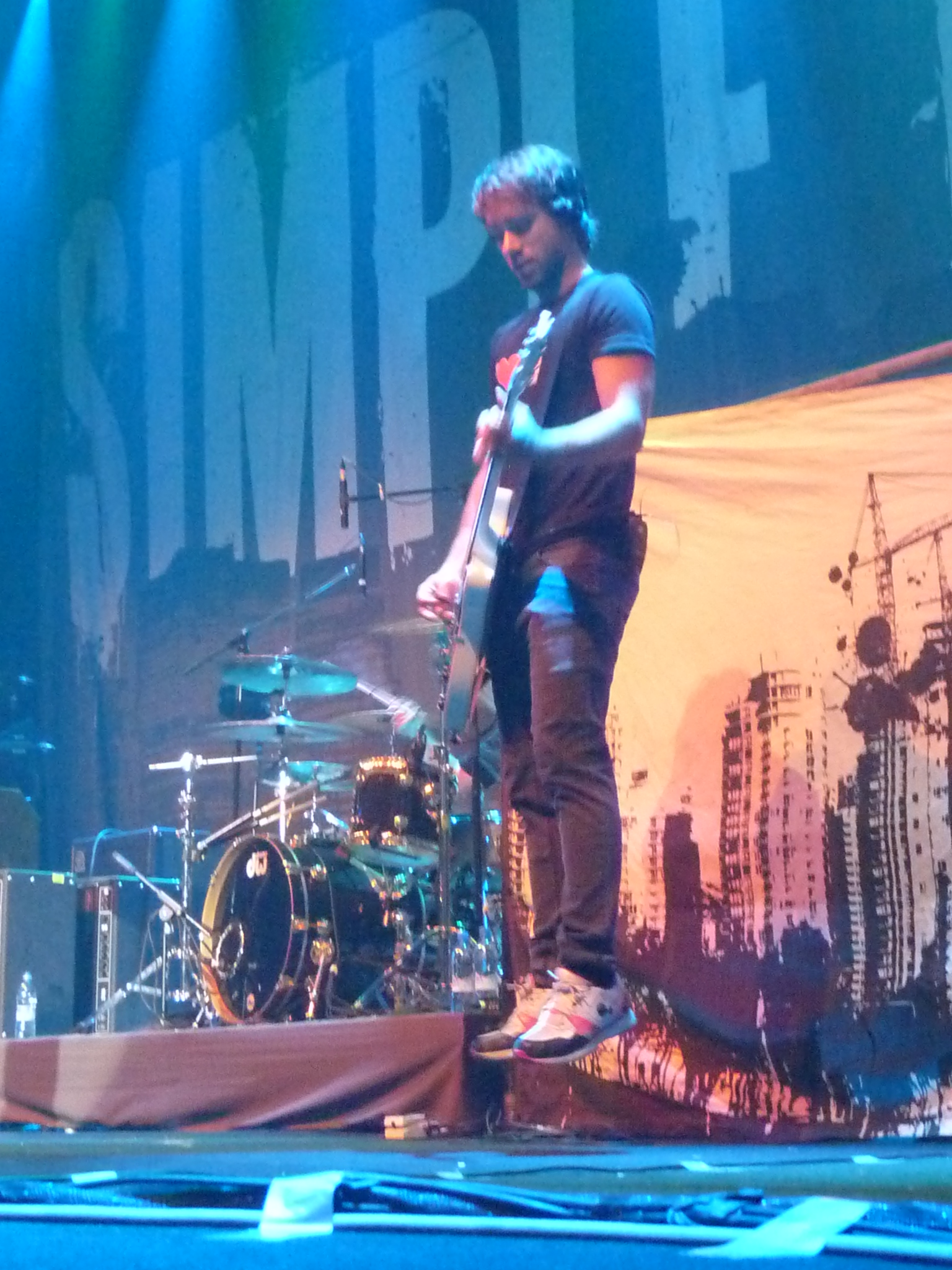
Lefebvre saltando en un show de la banda en Moscú, el 18 de agosto de 2009.

- Simple Plan: Simple Plan (2008) (v)
- Simple Plan: Still Not Getting Any... (2004) (V)
- Simple Plan: A Big Package for You (2003) (V)

### Actor
| Año  | Título                                | Papel          | Notas      |
| ---- | ------------------------------------- | -------------- | ---------- |
| 2003 | The New Tom Green Show                |                | 1 episodio |
| 2003 | Simple Plan: A Big Package for You    | Él mismo       |            |
| 2004 | New York Minute                       | Él mismo       |            |
| 2004 | Simple Plan: Still Not Getting Any... | Él mismo       |            |
| 2004 | Punk Rock Holocaust                   | Él mismo       |            |
| 2005 | Simple Plan: MTV Hard Rock Live       | Él mismo       |            |
| 2008 | Simple Plan: Simple Plan              | Él mismo       |            |
|      | What's New, Scooby Doo?               | Él mismo (voz) | 1 episodio |